# Truccazzano
Truccazzano là một đô thị ở tỉnh Milano, vùng Lombardia của Italia, khoảng 25 km về phía đông của tỉnh lỵ Milano. Tại thời điểm ngày 31 tháng 12 năm 2004, đô thị này có dân số 4.830 người và diện tích là22.2 km².
Đô thị Truccazzano gồm các frazioni (đơn vị cấp dưới, chủ yếu là thôn làng) Albignano, Cavaione, and Corneliano Bertario.
Truccazzano giáp các đô thị: Cassano d'Adda, Pozzuolo Martesana, Melzo, Rivolta d'Adda, Liscate, Comazzo.